# Condado de Hancock (Maine)
El condado de Hancock (en inglés: Hancock County) fundado en 1789 es un condado en el estado estadounidense de Maine. En el 2000 el condado tenía una población de 51.791 habitantes en una densidad poblacional de 13 personas por km². La sede del condado es Ellsworth. El condado recibe el nombre de John Hancock, el primer gobernador de Massachusetts.

## Geografía
Según la Oficina del Censo, el condado tiene un área total de 6089 km² (2351,0 mi²), de la cual 4113 km² (1588,0 mi²) es tierra y 1976 km² (762,9 mi²) (32.37%) es agua.

### Condados adyacentes
- Condado de Penobscot - norte
- Condado de Washington - noreste
- Condado de Waldo - oeste

## Demografía
En el 2000 la renta per cápita promedia del condado era de $35,811, y el ingreso promedio para una familia era de $43,216. En 2000 los hombres tenían un ingreso per cápita de $30,461 versus $22,647 para las mujeres. El ingreso per cápita para el condado era de $19,809. Alrededor del 10.20% de la población estaba bajo el umbral de pobreza nacional.

## Ciudades y pueblos
- Amherst
- Aurora
- Bar Harbor
- Blue Hill
- Brooklin
- Brooksville
- Bucksport
- Castine
- Cranberry Isles
- Dedham
- Deer Isle
- Eastbrook
- Ellsworth
- Franklin
- Frenchboro
- Gouldsboro
- Great Pond
- Hancock
- Lamoine
- Mariaville
- Mount Desert
- Orland
- Osborn
- Otis
- Penobscot
- Sedgwick
- Sorrento
- Southwest Harbor
- Stonington
- Sullivan
- Surry
- Swan's Island
- Tremont
- Trenton
- Verona
- Waltham
- Winter Harbor